# Skäftesholmen
Skäftesholmen är en ö utanför Indalsälvens utlopp i Timrå kommun. Skäftesholmen är den översta ön i Indalsälvens stora havsdelta, som totalt omfattar ett 30-tal holmar av varierande storlek åtskilda av tre större flodarmar och ett "oräkneligt" antal smårännor och bifurkationer.
Ön ligger en knapp kilometer nedströms Bergeforsens kraftverk och består dels av ett stort badvänligt och delvis buskbevuxet sandgrund men även en högre del med djungelliknande växtlighet med sly och mycket stora träd, varav många är döda och sträcker sina kala grenar högt upp mot himlen.
Ön har troligen fått sitt namn av att man där i början av 1900-talet landade och särskilde det flottade timret för de olika ägarna och sågarna i Timrå/Sundsvallsdistriktet.
Ön kallas ibland för "Helenas holme" och enligt legenden bodde där för länge sedan en kvinna med detta namn. Än i dag kan man se rester efter ett hus på öns högsta del och även en helt intakt jordkällare.